# Будівництво 313 і ВТТ
Будівництво 313 і ВТТ (рос. СТРОИТЕЛЬСТВО 313 И ИТЛ, ИТЛ-100, ИТЛ и Строительство 313) — підрозділ в системі ГУЛАГ, оперативне керування якого здійснювало спочатку Спеціальне головне управління Главспеццветмета (СГУ).
Організований між 17.03.49 і 06.04.49 (перейменований з Будівництва 865 і ВТТ);

закритий 14.05.53 (перейменований в Бобровське ТВ, яке було закрите 25.06.53 — у зв'язку з переходом Буд-ва на вільнонайману робочу силу)
Дислокація: Свердловська область, р.п. Верхньо-Нейвинськ;

м. Свердловськ (нині Єкатеринбург).

## Виконувані роботи
- будівництво ЛЕП-220 від Нижньо-Туринської ГРЕС,
- будівництво комбінату 813 (випускав уран-235 для ядерних бомб),
- видобуток піску на Мисковському кар'єрі до 16.04.52,
- розширення Уфалейської електропідстанції,
- будівництво каральних приміщень спеціальних частин ГУВО МГБ при комбінаті 813, Уральського політехнічного інституту,
- лісозаготівлі, обслуговування цегельних заводів,
- будівництво житлових і культурно-побутових об'єктів, перевалочної бази, Свердловського цегельного заводу,
- підсобні с/г роботи,
- реконструкція Камишловського цегельного заводу,
- будівництво Єлизаветинського цегельного заводу, виготовлення цегли на Нев'янському, Єлизаветинському, Камишловському заводах, шлакоблоків на власному шлакоблоковому заводі.

## Чисельністьз/к
- 01.01.50 — 10 290,
- 01.01.51 — 18767,
- 01.01.52 — 15 844,
- 01.01.53 — 7474;
- 01.04.53 — 6533;
- 01.05.53 — 1578.